# 生田美和
生田 美和（しょうだ みわ、6月28日）は、日本のシナリオライター、小説家。小説を書く際のペンネームは生田美話。

## 人物
1995年にスクウェア（現・スクウェア・エニックス）に入社後、『サガ フロンティア』、『聖剣伝説 LEGEND OF MANA』などの制作にプランナーとして参加。一度スクウェア・エニックスを退社したが数年後に復帰、『ファイナルファンタジーXII』の制作に参加した。現在は再びフリーライターとして活動し、小説やパチスロなどゲーム以外の分野でも活動している。
2008年子供を出産。

## 代表作

### ゲーム
※SFC=スーパーファミコン、GBA=ゲームボーイアドバンス、PS1=PlayStation、PS2=PlayStation 2、PS3=PlayStation 3、PS4=PlayStation 4、Wii=Wii、PSP=PlayStation Portable、Xbox 360=Xbox 360、PS Vita=PlayStation Vita
- ラジカル・ドリーマーズ -盗めない宝石-（企画・シナリオ・組込）SFC サテラビュー
  - ギル 愛と勇気の駈け落ち編、影の王国・死の女神編
- サガ フロンティア（アセルス編 / 設定）PS1
- 聖剣伝説 LEGEND OF MANA（宝石泥棒編 / 企画・シナリオ・組込）PS1
- 新約 聖剣伝説（全般 / シナリオ）GBA
- コード・エイジ・ブロウルズ（全般 / シナリオ）Mobile
- 聖剣伝説 FRIENDS of MANA（全般 / クエスト）Mobile
- ファイナルファンタジーXII（全般 / シナリオ（渡辺大祐と共同、松野泰己降板後の参加））PS2
- 小さな王様と約束の国（プロット、クエスト ※シナリオ：鳥山求）Wii
- ヴァルハラナイツ2（全般 / シナリオ、クエスト）PSP
- 黄金の絆（全般 / シナリオ、クエスト）Wii
- ラスト レムナント（シナリオ補佐 ※シナリオ原案：河津秋敏）Xbox 360
- アルカナ・ファミリア -La storia della Arcana Famiglia-（全般 / シナリオ ※一部海堂めぐると共同）PSP
- エルクローネのアトリエ 〜Dear for Otomate〜（全般 / シナリオ ※一部海堂めぐる、エッジワークスと共同）PSP
- 俺の屍を越えてゆけ2（シナリオ （ゲームデザイナー兼シナリオ ※桝田省治と共同））PS Vita
- Tokyo 7th シスターズ（世界観、初期キャラクター設定）iOS/Android
- よるのないくに（シナリオ制作・世界観設定原案）PS4/PS3/PS Vita
- ストリートファイターV （Scenario Cooperation）PS4/PC
- アヴァロンΩ（ストーリーモード、設定構築）iOS/Android
- 禍つヴァールハイト（脚本）iOS/Android

### パチスロ
シスタークエスト2〜魔剣の騎士と白銀の巫女〜
SNKプレイモア社製のRPGパチスロ第2作目。
BIG BONUS毎に1話ずつストーリーが展開（全22話）、合計60分以上のフルアニメーションで描かれる大冒険。
神聖バロア帝国を舞台にシフォン＆ステラ姉妹とレイジー&ロージー姉妹の運命を描いたストーリー。
シスタークエスト3〜黄金の大地と東の勇者〜
SNKプレイモア社製のRPGパチスロ第3作目。
BIG BONUS毎に1話ずつストーリーが展開（全23話）、システムはシリーズ初のART機。
ジパングを舞台にシフォン＆ステラ姉妹とアゲハ＆タテハ姉妹の運命を描いたストーリー。
シスタークエスト4〜時の魔術師と悠久の姉妹〜
ハイライツ・エンタテイメント社製のパチスロ第1弾（シリーズ4作目）
BIG BONUS毎に1話ずつストーリーが展開（全25話）、25話目は十勇士伝説BIGで見られる。
神聖バロア帝国を舞台にシフォン＆ステラ姉妹とマリス＆ルリス姉妹の運命を描いたストーリー。

### 小説
エクリトワールの蝶
著：生田美話 イラスト：如月水 発刊：角川ビーンズ文庫
冥王との契約で死神になったドジな少女ジゼが、人間に戻るために死神としての仕事をするというラブコメ。

### コミック
新約聖剣伝説 いつか伝説になる物語
Vジャンプブックスのゲームムック本中のオリジナル漫画原案　発刊：集英社
エクリトワールの蝶
原作：生田美話 作：如月水 発刊：月刊Asuka増刊ビーンズエース
生田が手がけた原作のプロモーション用コミカライズ短編。